# Puerto de Mogán
Puerto de Mogán ist ein Hafen- und Ferienort im Süden der Insel Gran Canaria. Die Siedlung wurde um den bestehenden kleinen Hafen des 12 Kilometer landeinwärts gelegenen Dorfes Mogán herum angelegt und gehört zum gleichnamigen Municipio Mogán.

## Architektur
Puerto de Mogán entstand in den 1980er-Jahren nach einem Entwurf von Rafael Neville. Der Ort wird aufgrund einiger Kanäle, die vom Hafen in den Ort führen, zuweilen auch als „Klein Venedig“ oder das „Venedig des Südens“ bezeichnet. Die zahlreichen kleinen Gassen, die sich durch den Ort ziehen, tragen zu dem Erscheinungsbild bei. Im Zuge der wachsenden Bedeutung des Tourismus wurde viel gebaut, wobei Anstrengungen unternommen wurden, durch postmoderne Architektur einen Teil des ursprünglichen Charmes zu erhalten. Die Gemeindeverwaltung hat verboten, in Puerto de Mogán Häuser zu bauen, die mehr als zwei Stockwerke hoch sind. So ist das frühere Fischerdorf in seinem Ursprung trotz Tourismus weitgehend erhalten geblieben und der neue Teil fällt nicht sofort als solcher auf.

## Tourismus
Die vielstöckigen Hotelburgen und Einkaufszentren wurden einige Kilometer entfernt, jedoch teilweise in Sichtweite des Hafens gebaut. Den größten Teil des künstlich angelegten Hafens nimmt der Yachthafen mit angegliederter Bootsreparaturwerft ein. Im hinteren Teil des Hafens befindet sich der Fischereihafen mit einigen kleineren Fischerbooten der Einheimischen. Aus Puerto Rico und Arguineguín legen im schnellen Takt Fährschiffe der Reedereien Líneas Salmón und Blue Bird an. Vom Ende der Hafenmole aus können mit einem Tauchboot einstündige Fahrten zur Erkundung der Unterwasserwelt unternommen werden. Rund um den Hafen werden in den Restaurants neben Fisch (teilweise von ortsansässigen Fischern) auch mitteleuropäische Gerichte und Fast-Food angeboten.
Puerto de Mogán ist touristisch voll erschlossen. Direkt angrenzend wurde ein künstlicher Strand samt dezenter Hotelanlagen angelegt. Regelmäßig fahren Busse aus den benachbarten Touristenzentren ein. Der um den Hafen gelegene Teil des Ortes ist eine Appartementanlage, die zu einem Hotel gehört. Auf der Straße davor findet jeden Freitag ein Wochenmarkt statt.
Als beliebter Treffpunkt der Einheimischen hat sich ein Platz etabliert, wo auf einer der vielen steinernen Sitzbänke neben einer entsprechenden Gedenktafel die sitzende Skulptur des Obstverkäufers Elías Hernández García installiert ist. Der Gedenktafel zufolge wurde er zu Lebzeiten mit seinem malerischen Erscheinungsbild als untrennbarer Teil des Platzes empfunden. Die Gedenktafel verrät indirekt auch, dass dort schon lange vor der Ortsgründung, bereits in den 1970er Jahren, ein belebter Platz war.

## Verkehr
Von Las Palmas erreicht man Puerto de Mogán direkt, indem man die Autobahn GC-1 bis zu ihrem Ende (Abfahrt Puerto de Mogán) fährt. Die Autobahnverlängerung nach Puerto de Mogán wurde im März 2013 fertiggestellt.
Mittlerweile ist auch die Inselschnellstraße mit einem Tunnel bis nahe an den Ort geführt. Die weitere Inselrundung entlang der westlichen Steilküste nach Norden bzw. im Uhrzeigersinn in Richtung Agaete ist ab Puerto Mogán und Mogán nur auf kleinen Straßen möglich. Am Lückenschluss der Inselschnellstraße wird bereits gearbeitet (Stand Herbst 2015), aber die Finanzierungsprobleme des spanischen Staates und der Bauwirtschaft werden den Lückenschluss noch um Jahre verzögern. Die weitere Verkehrsführung nahe der westlichen Steilküste geschieht ab Mogán über eine relativ enge und kurvenreiche Passstraße, die – im Abschnitt zwischen dem nächsten größeren Tal in La Aldea de San Nicolás und Agaete – an einigen Stellen atemberaubende Ausblicke auf den Atlantik und bei guten Sichtbedingungen auch auf die benachbarte Insel Teneriffa und den Vulkan Pico de Teide bietet.
Außerdem kann der Ort durch zahlreiche Buslinien oder die erwähnten Fährverbindungen erreicht werden.

## Bilder

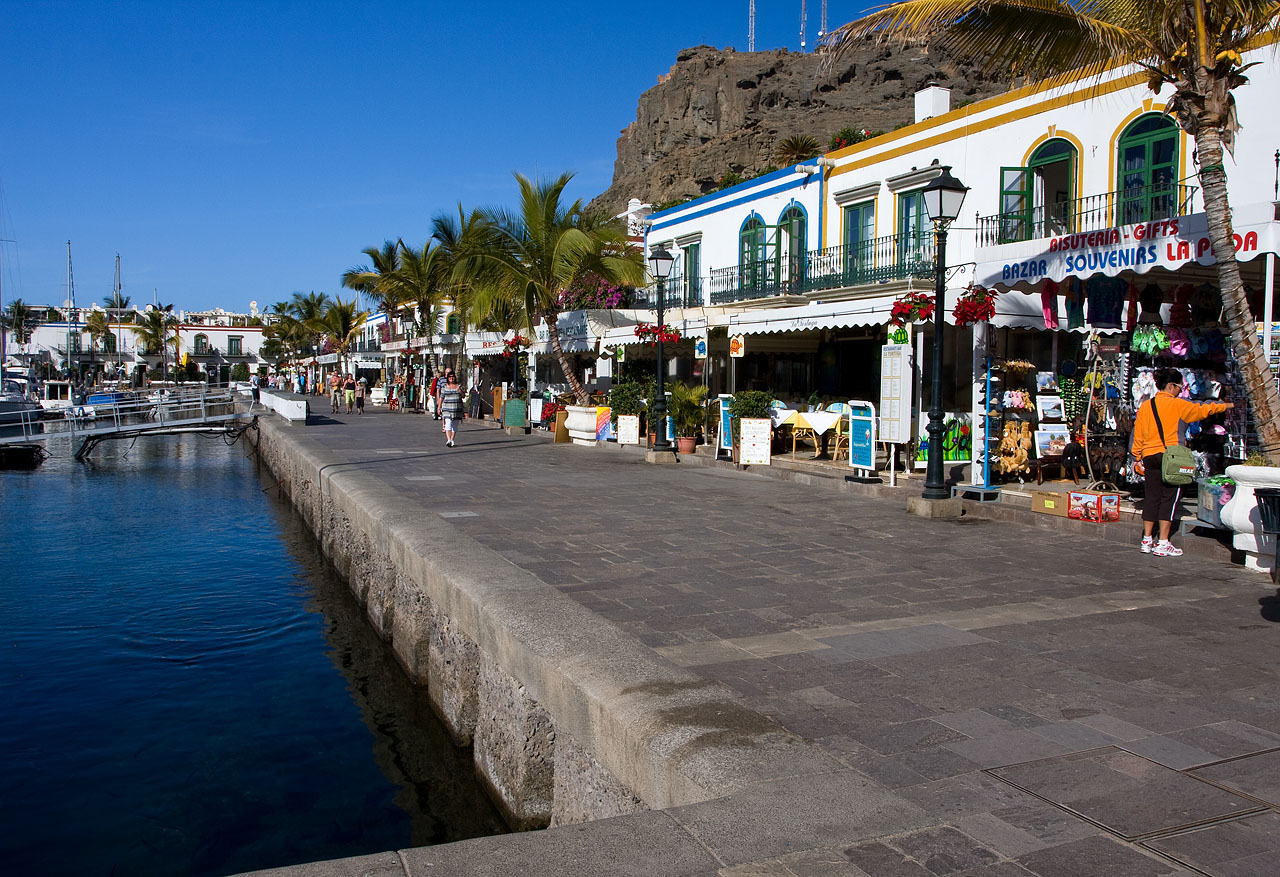
Restaurants am Yachthafen
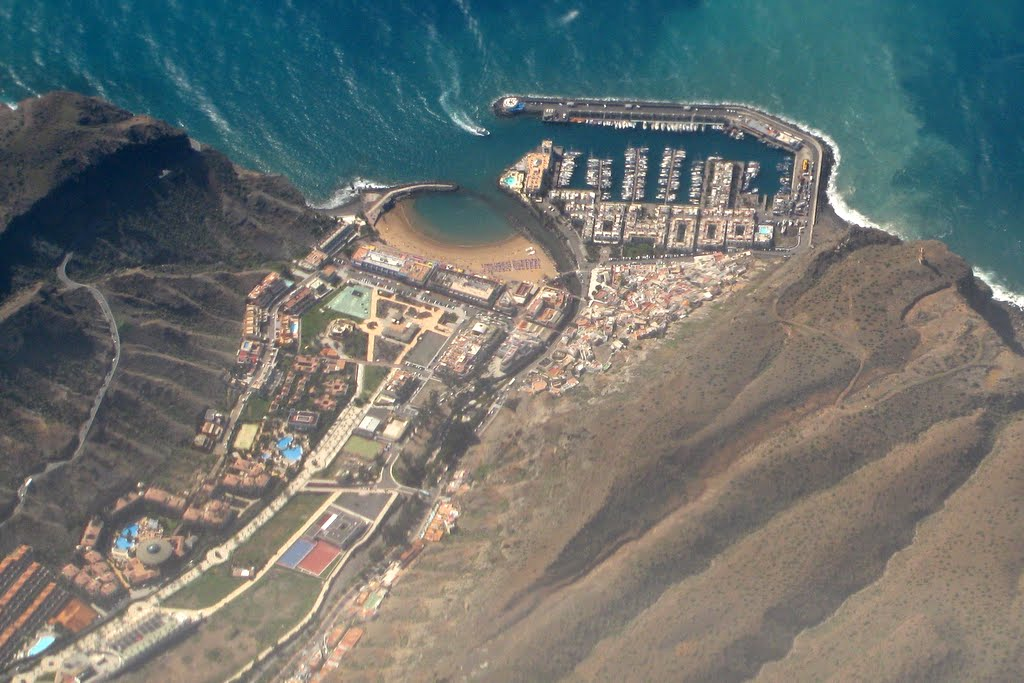
Puerto de Mogán vom Flugzeug aus
Hafenamt mit Fähren
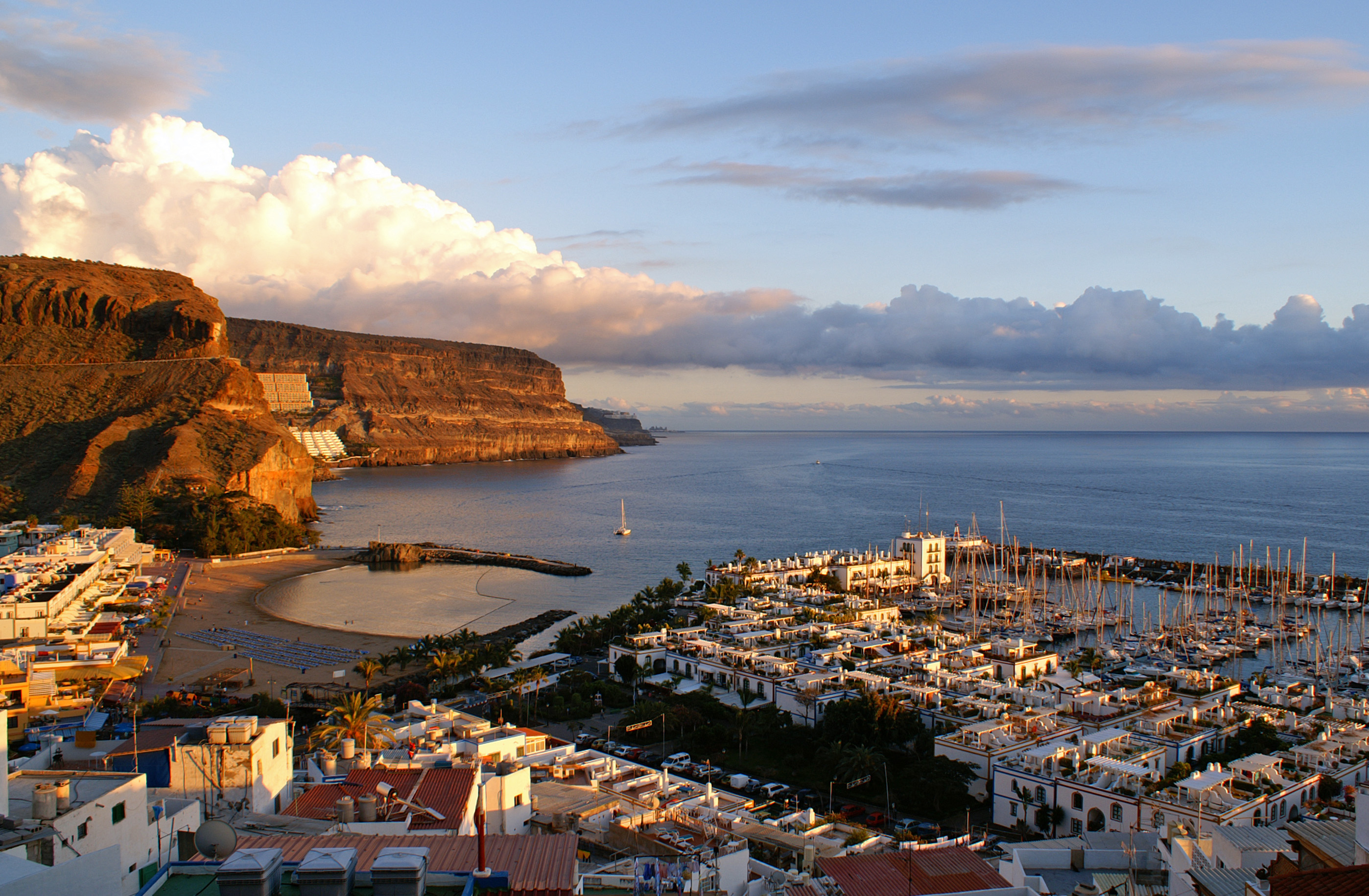
Puerto de Mogán von der Aussichtsplattform bei Sonnenuntergang
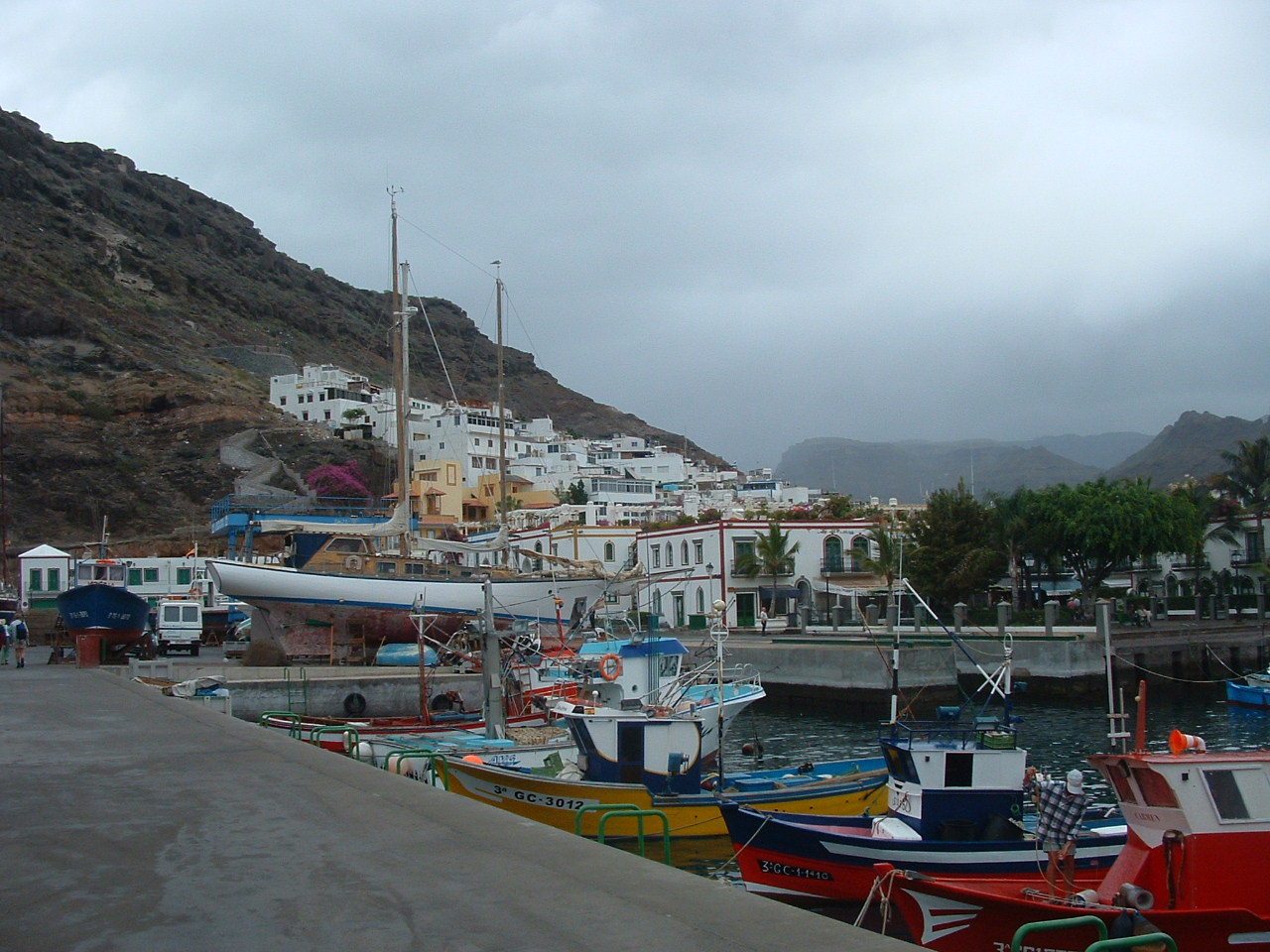
Westlicher Hafenteil (Fischereihafen)
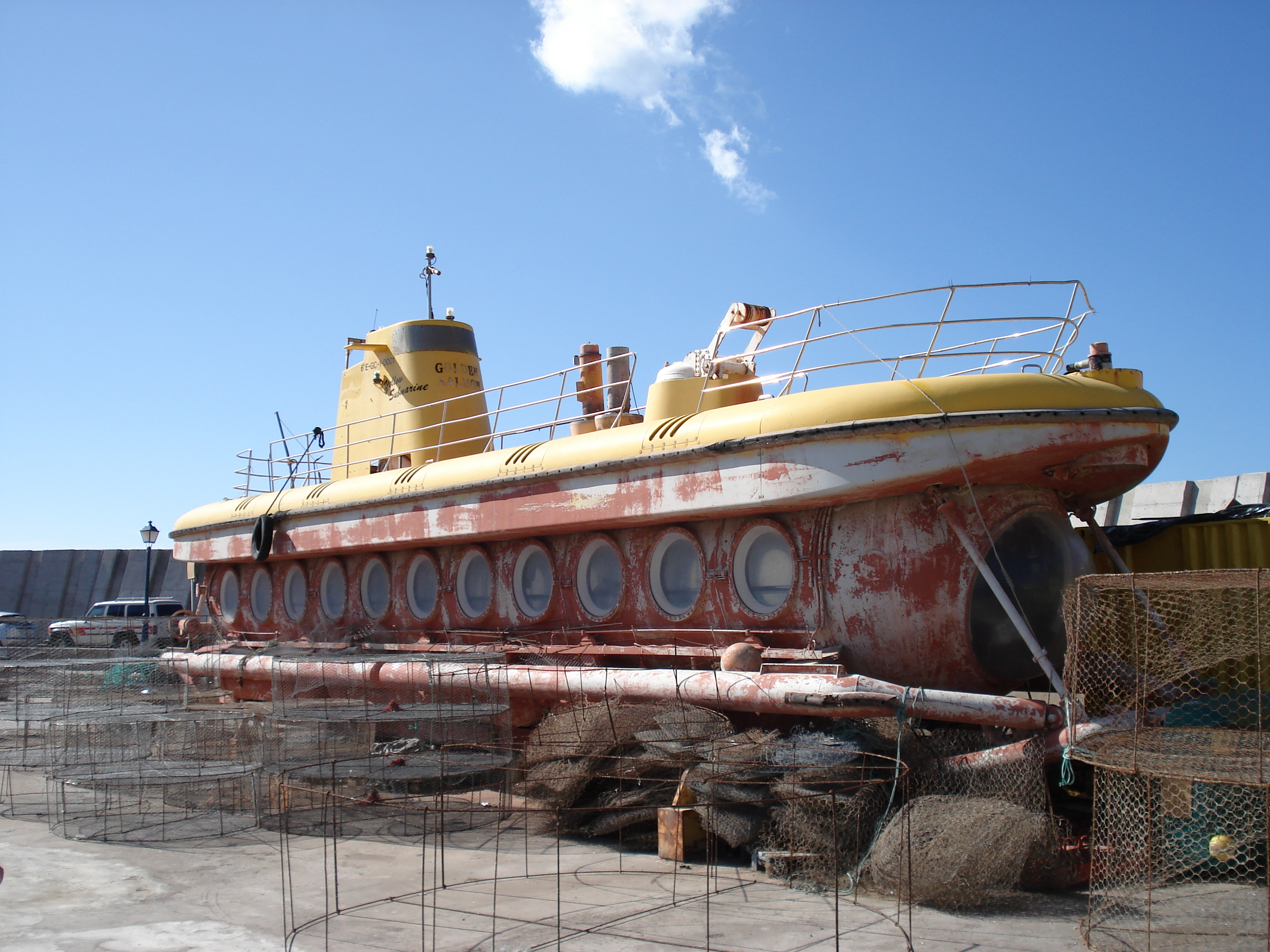
Ausgemustertes U-Boot
Panorama der Badebucht
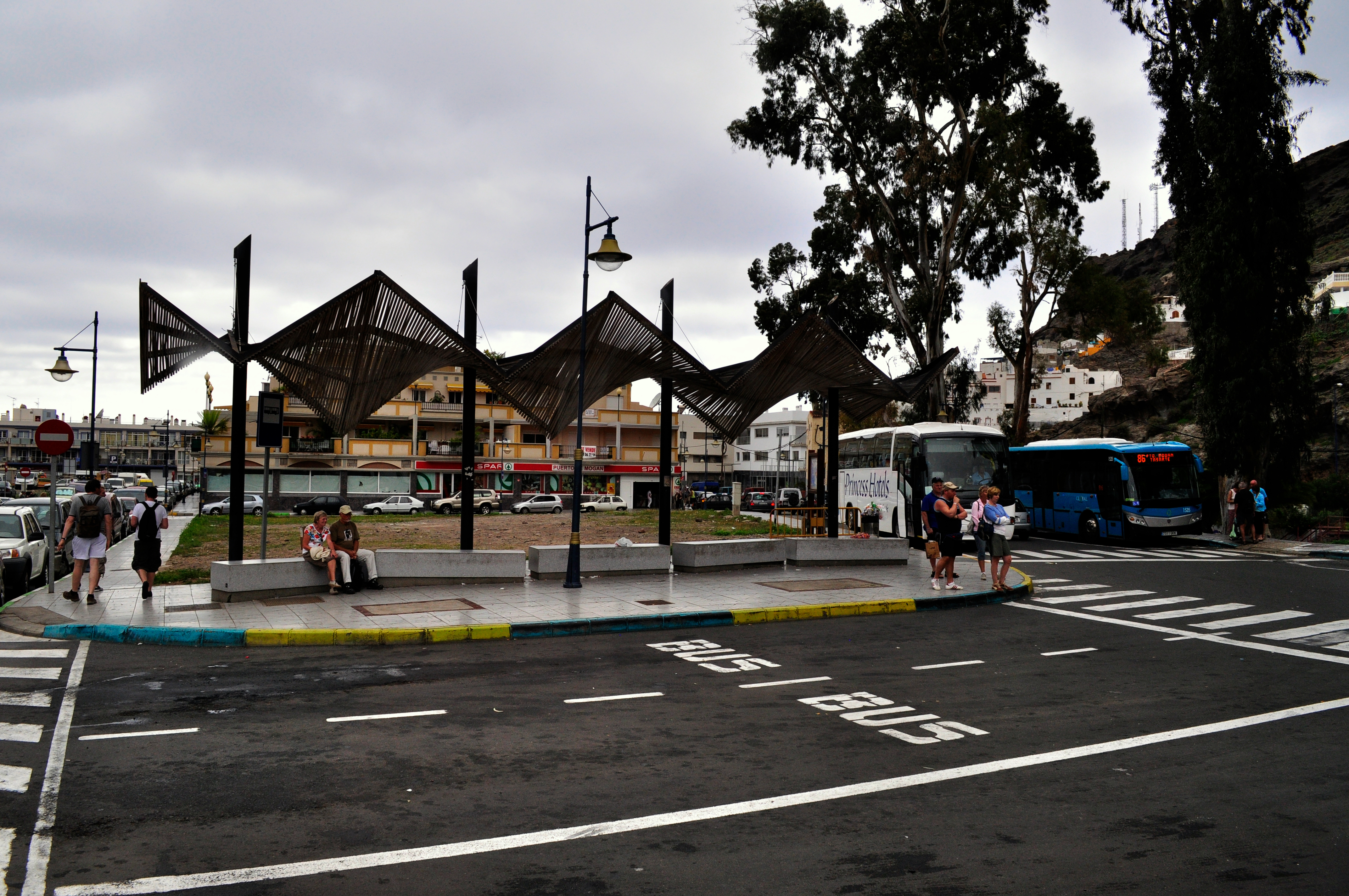
Busstation und Markt von Puerto de Mogán
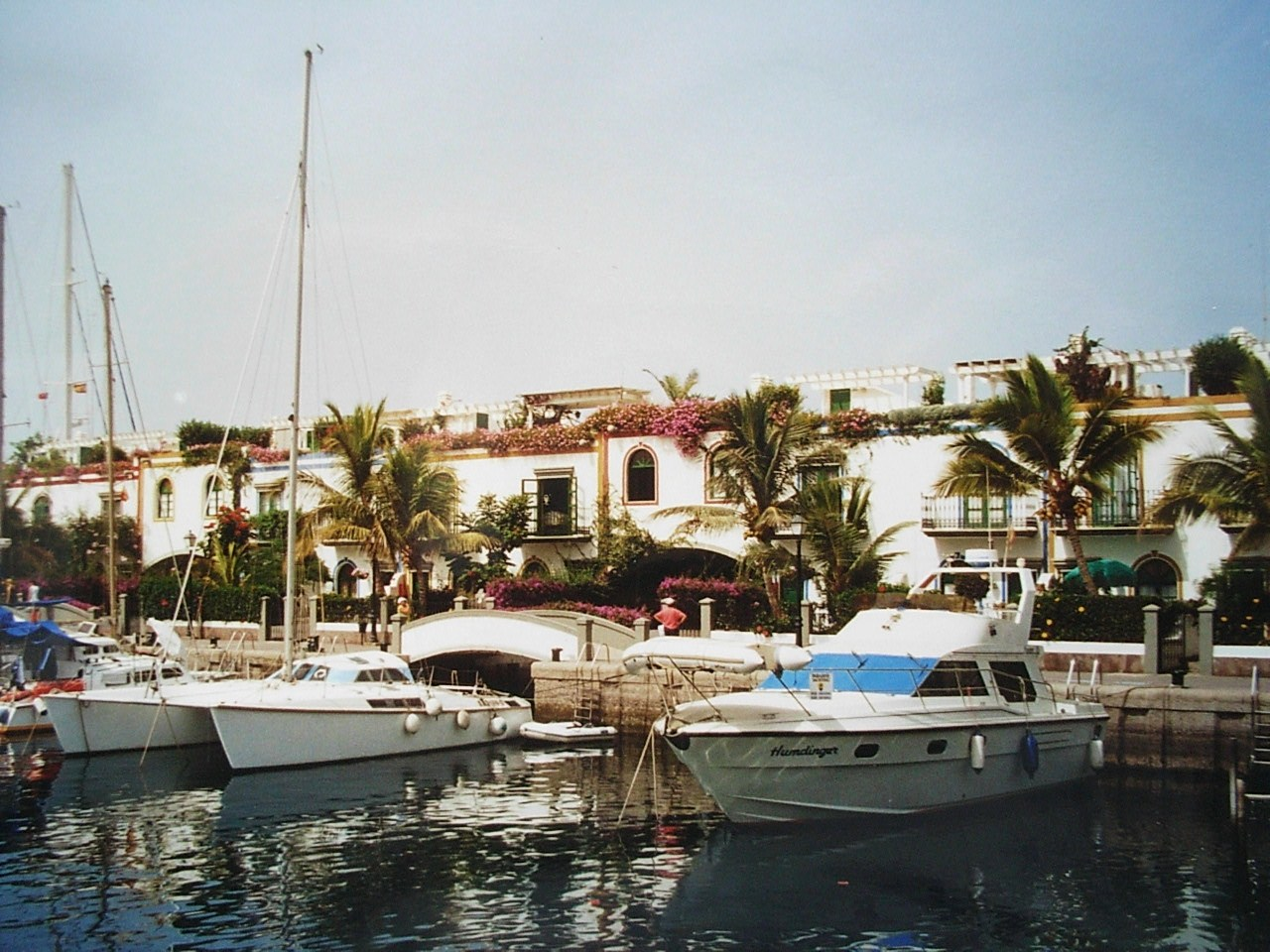
Apartmenthäuser am Yachthafen
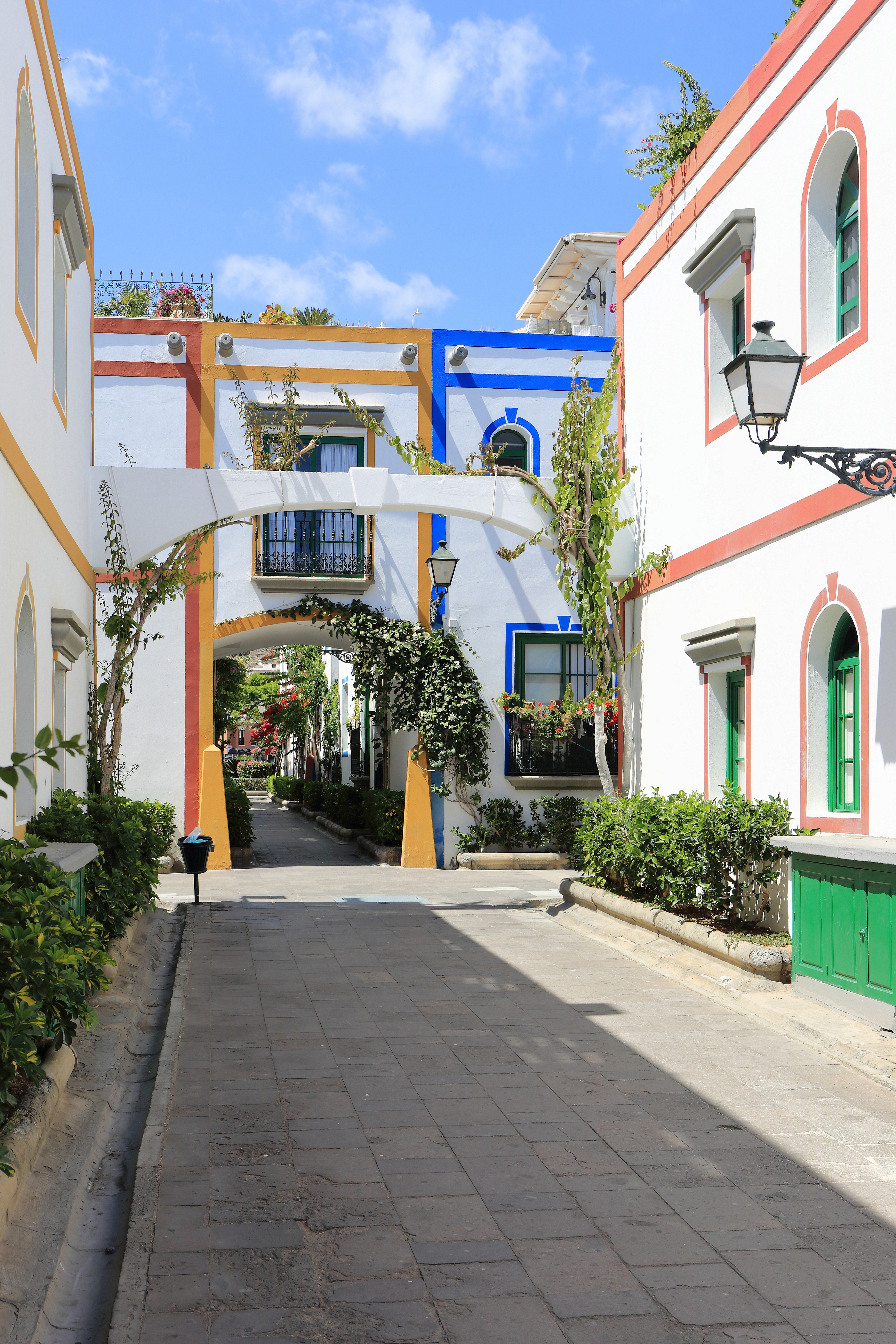
Gasse mit Apartmenthäusern
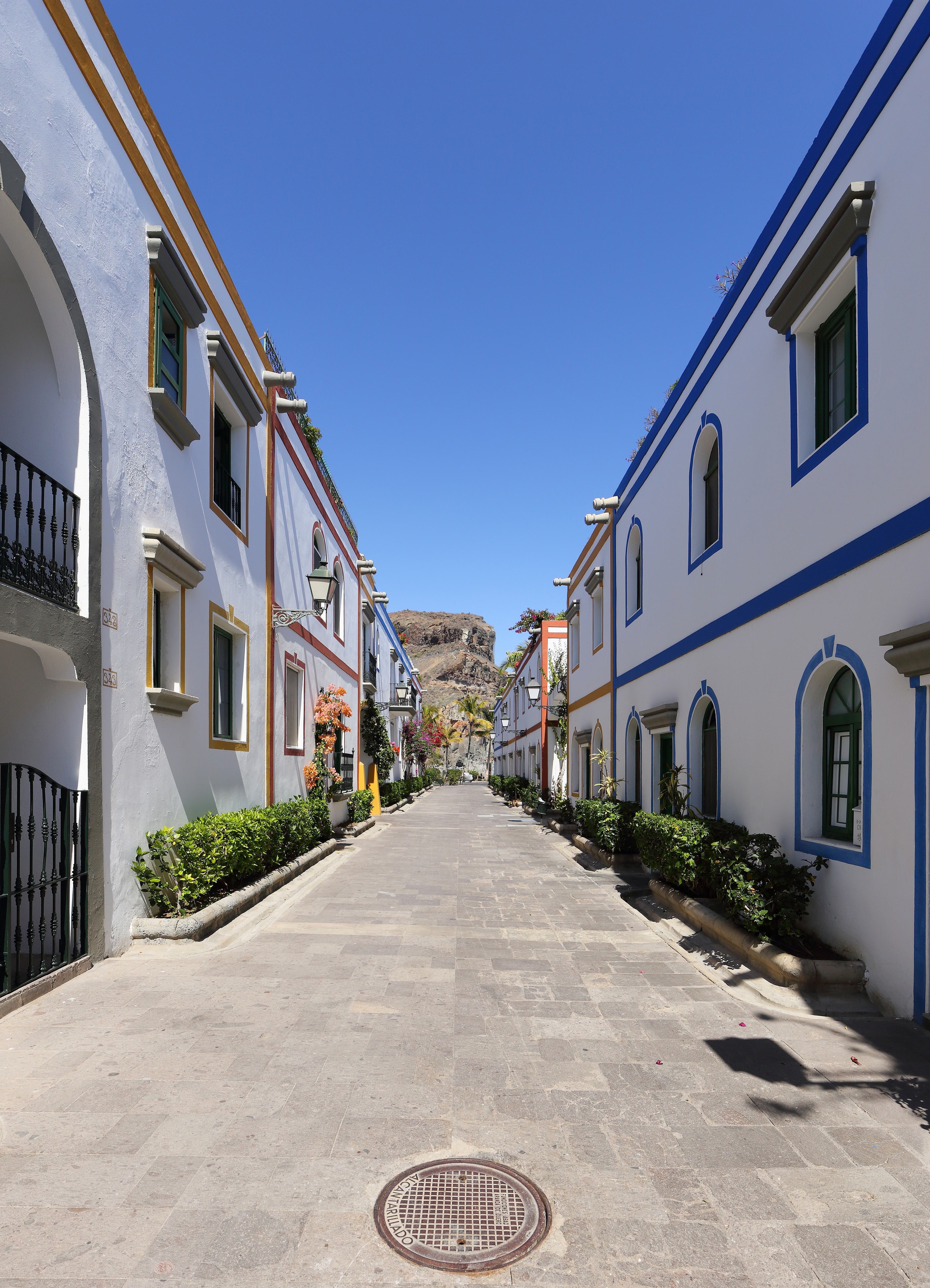
Gasse mit Apartmenthäusern
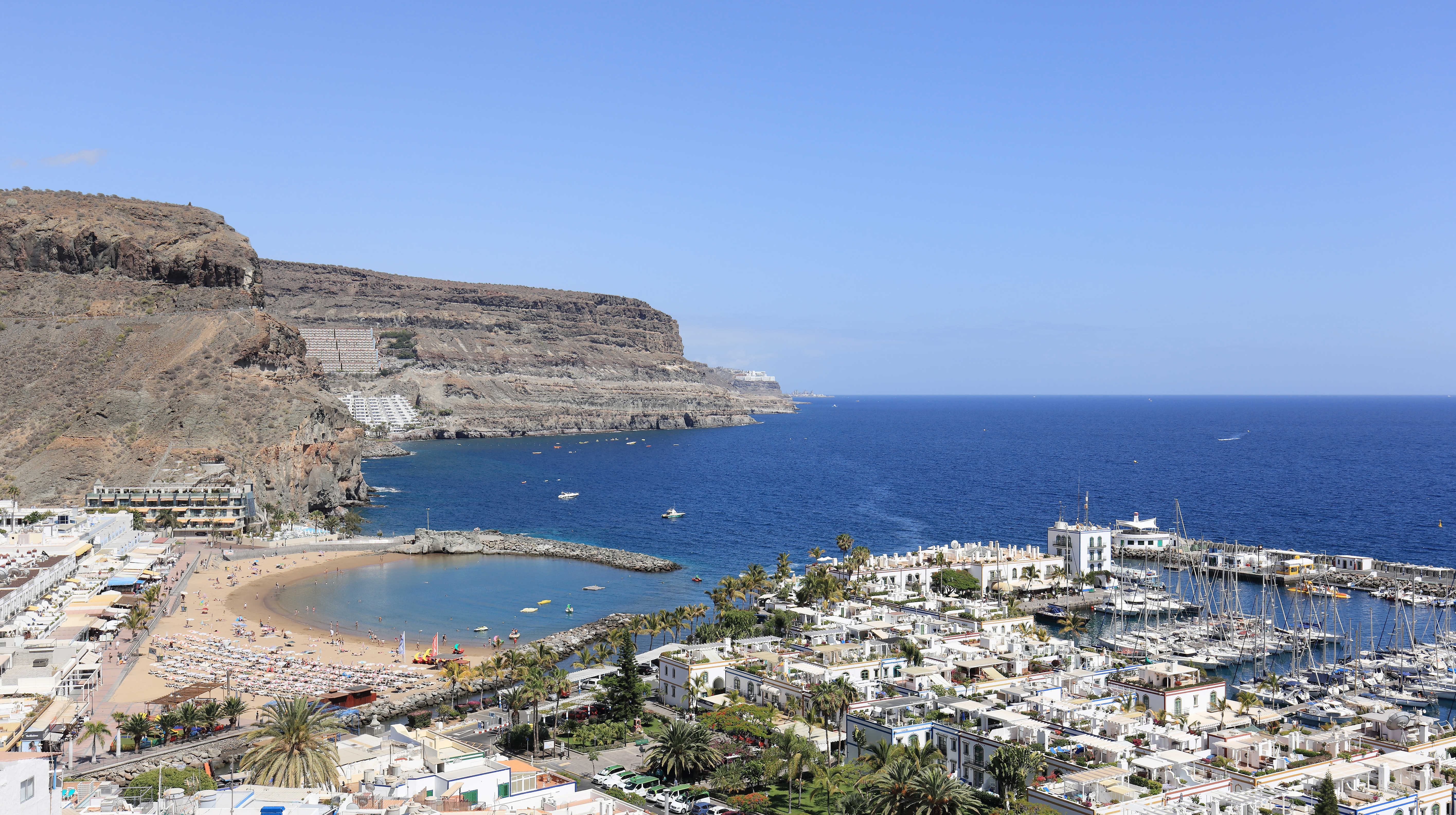
Panorama der Stadt (2018)
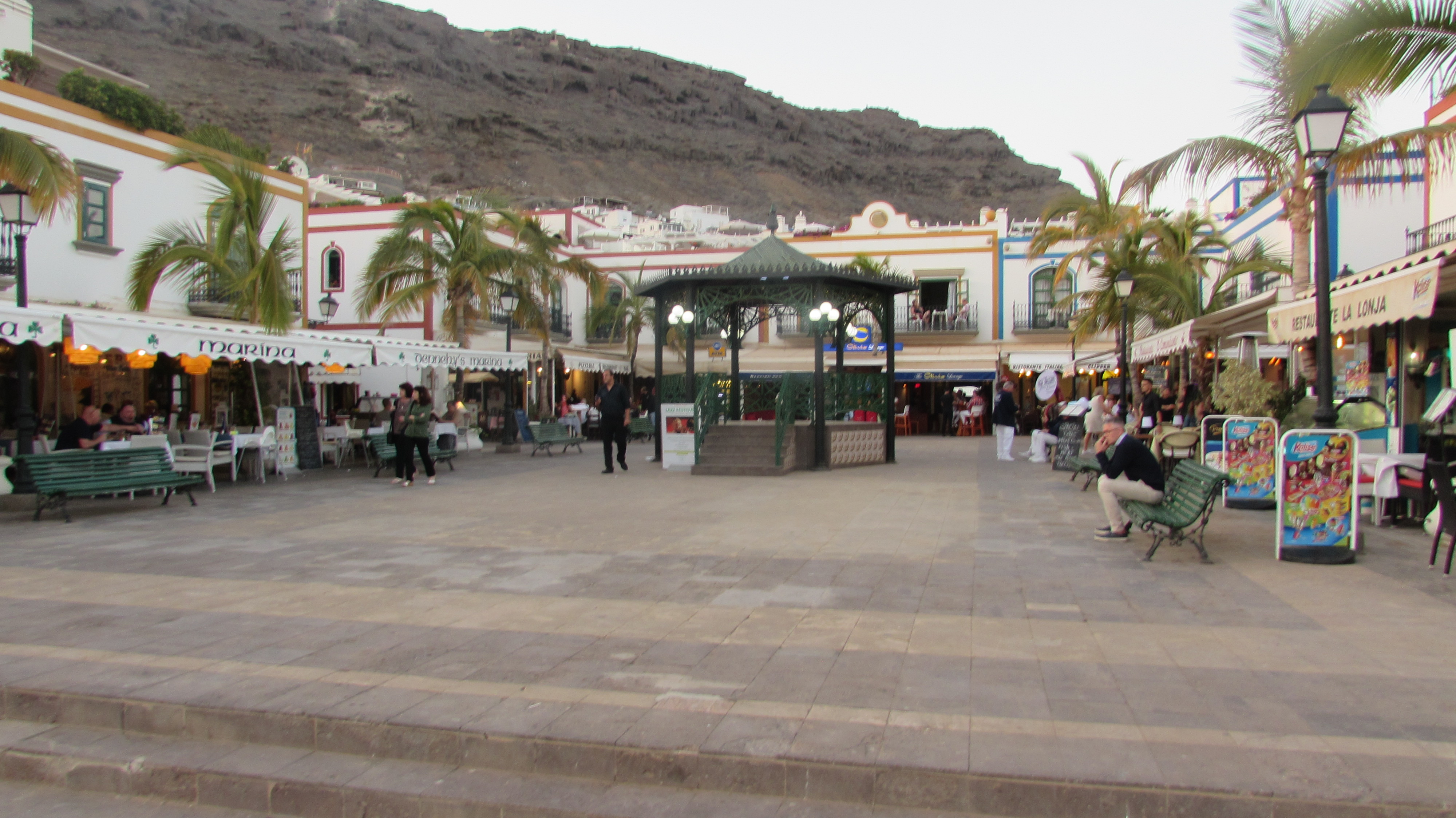
Zentraler Platz am Yachthafen (2020)
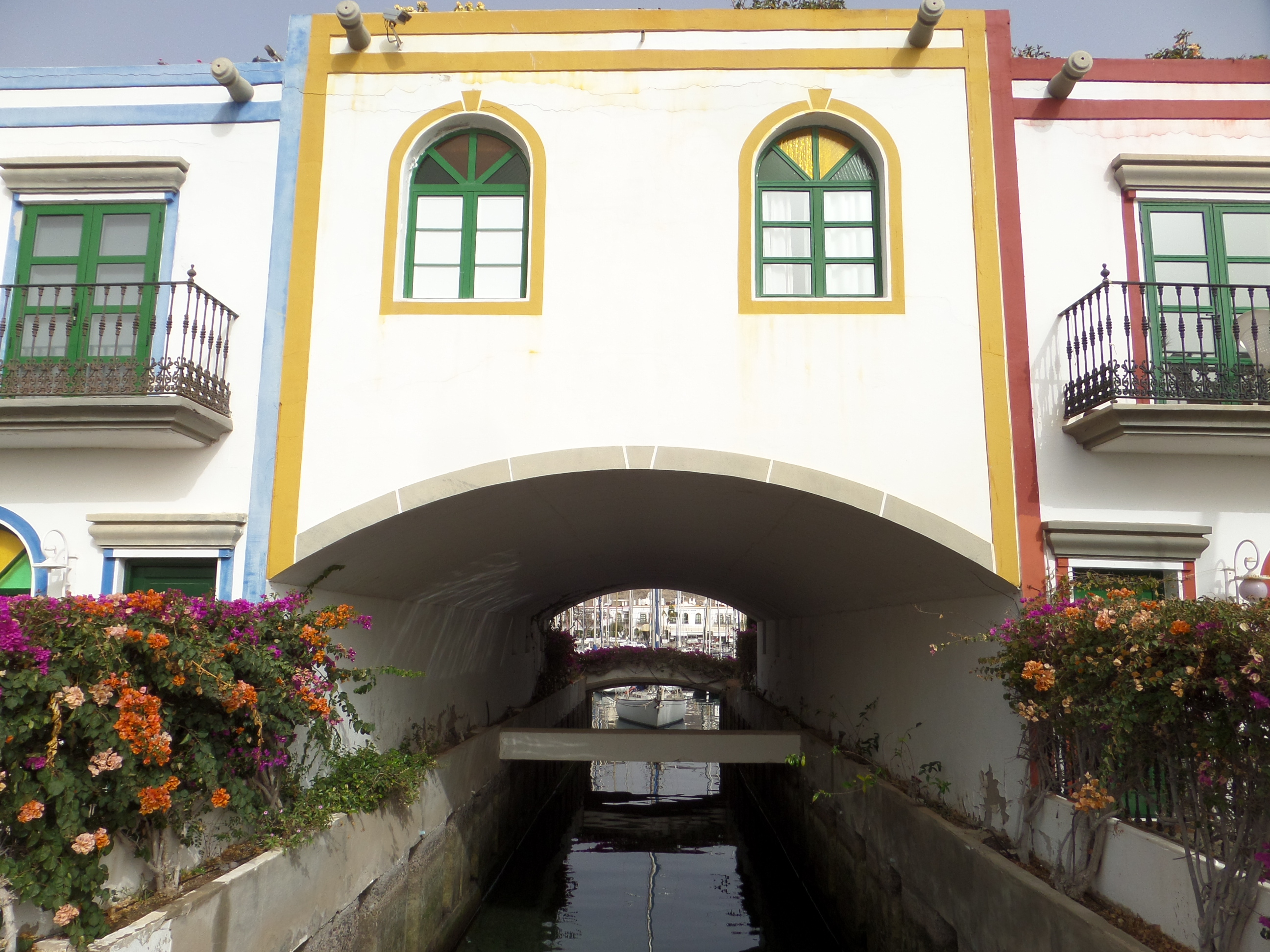
Kanal am Hafen (2021)
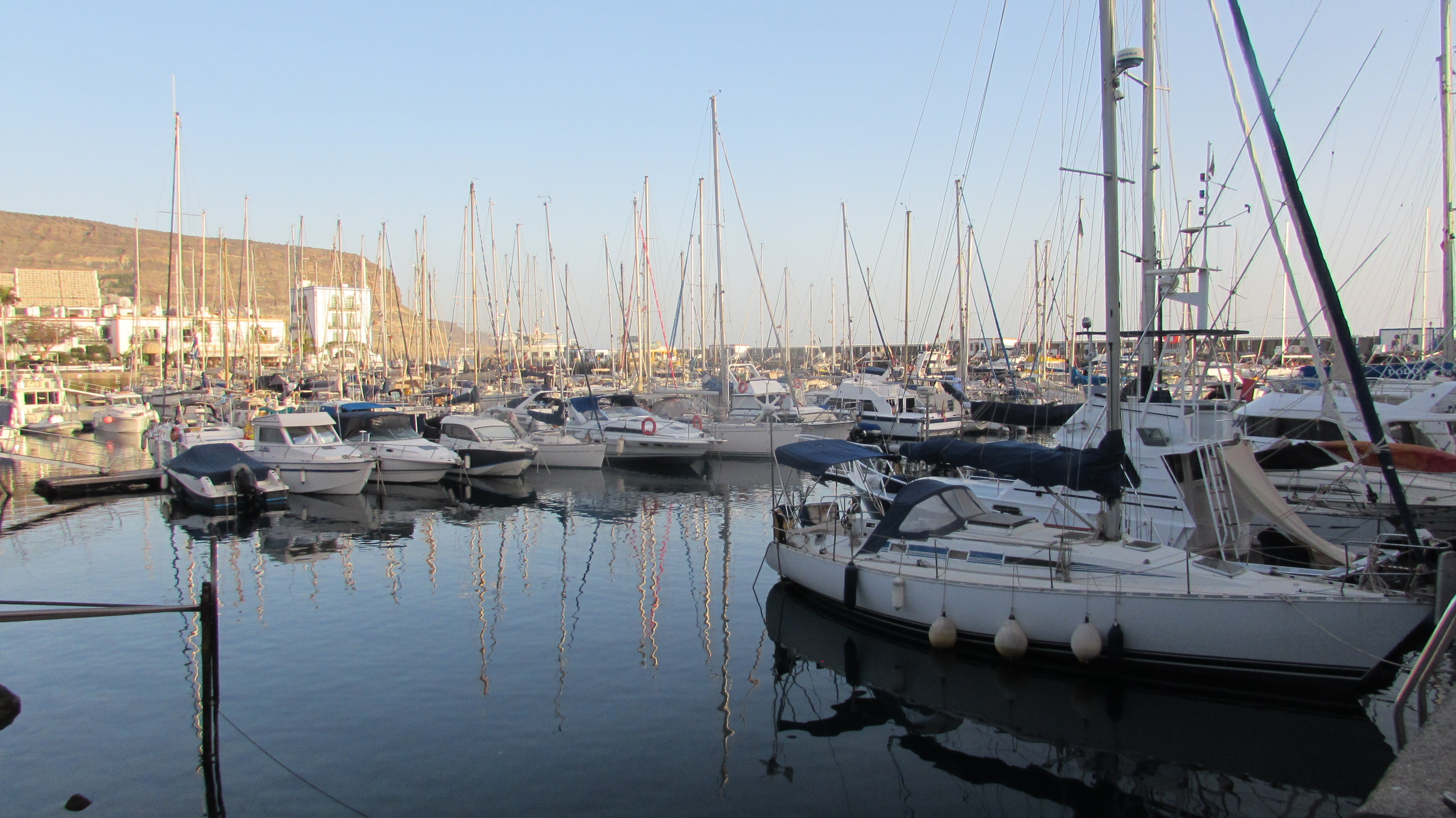
Yachthafen (2020)